# Souvenirs (Album)
Souvenirs ist das siebte Musikalbum der niederländischen Progressive-Rock-Band The Gathering. Es wurde im Februar 2003 via Psychonaut Records veröffentlicht.
Nachdem die vier vorherigen Studioalben über Century Media veröffentlicht wurden, ist Souvenirs das erste Studioalbum auf dem bandeigenen Label. Zuvor hatte die Band ihre ersten zwei Alben (Always… und Almost a Dance) auf Psychonaut wiederveröffentlicht.
Souvenirs fällt mit seinen atmosphärischen und melancholischen Songs etwas ruhiger aus als das rockige if then else und erinnert mehr an How to Measure a Planet?. Erstmals produzierte Zlaya Hadzich ein Album von The Gathering. Als Gastmusiker trat der Ulver-Musiker Trickster G bei „A Life All Mine“ auf.
Mit „You Learn About It“ und „Monsters“ wurden zwei Singles ausgekoppelt. Wenn man zu Beginn des Albums über den Beginn des ersten Liedes hinaus zurückspult, hört man das Lied „Telson“.
In Südamerika wurde das Album mit dem Lied „Debris“ von der EP Black Light District veröffentlicht.

## Titelliste
1. These Good People
2. Even the Spirits Are Afraid
3. Broken Glass
4. You Learn About It
5. Souvenirs
6. We Just Stopped Breathing
7. Monsters
8. Golden Grounds
9. Jelena
10. A Life All Mine